# Kassakou
Kassakou ist ein Arrondissement im Departement Alibori in Benin. Es ist eine Verwaltungseinheit, die der Gerichtsbarkeit der Kommune Kandi untersteht. Gemäß der Volkszählung von 2013 hatte Kassakou 11.582 Einwohner, davon waren 5701 männlich und 5881 weiblich.
Durch Kassakou läuft die Fernstraße RNIE2, die in südlicher Fahrtrichtung nach Gogounou und in nördlicher nach Kandi führt, die Hauptstadt des Departements Alibori.